# Flucht oder Sieg
Flucht oder Sieg (Originaltitel: Escape to Victory) ist ein in den USA produzierter Sportfilm aus dem Jahr 1981 unter der Regie von John Huston.

## Handlung
Major Karl von Steiner, der Kommandant eines deutschen Kriegsgefangenenlagers für Briten und US-Amerikaner, schlägt dem britischen Captain John Colby, der einst Profifußballer bei West Ham United war, ein Spiel zwischen deutschen Soldaten und Kriegsgefangenen vor. Als Steiners Vorgesetzte davon erfahren, wollen sie das Spiel zu Propagandazwecken nutzen und setzen in einem Pariser Stadion eine Partie zwischen einer Wehrmachtself und einer Auswahl der Kriegsgefangenen an.
Colby beginnt mit dem Training seiner zusammengewürfelten Mannschaft. Zu dieser gehört auch der US-Captain Robert Hatch, der die Vorbereitungen allerdings zur Flucht nutzen will. Colonel Waldron überredet Hatch, in Paris Kontakt zur Résistance aufzunehmen, die alles für eine Flucht der gesamten alliierten Mannschaft vorbereiten soll. Hatch flieht und trifft, wie geplant, Vertreter der Résistance. Er lässt sich dann wieder gefangen nehmen, um seine Kameraden über den Fluchtplan zu unterrichten: Die Mannschaft soll in der Halbzeitpause durch einen Tunnel entkommen.
Bei dem Spiel sitzen Offiziere der SS und der Wehrmacht, darunter ein General, auf der Tribüne, während schwerbewaffnete Feldgendarmen und Waffen-SS mit Schäferhunden das französische Publikum auf den Stehplätzen in Schach halten. Die überaus hart und unfair spielenden Deutschen liegen zur Halbzeit dank eines parteiischen Schiedsrichters mit 4:1 in Führung. Obwohl alles für eine Flucht der britisch-amerikanischen Mannschaft vorbereitet ist, entscheiden sich die Spieler zu bleiben, weil sie das Spiel noch gewinnen wollen. In der zweiten Hälfte dominieren sie, erzielen drei Treffer, von denen einer allerdings vom Schiedsrichter nicht anerkannt wird. Dem dunkelhäutigen Spieler Luis Fernandez, der offenkundig wegen seiner Hautfarbe von den Deutschen zuvor wiederholt gefoult worden ist, gelingt per Fallrückzieher schließlich der 4:4-Ausgleich. Auch der als korrekter Deutscher gezeichnete Major von Steiner applaudiert, was ihm Kritik von anderen deutschen Offizieren auf der Tribüne einbringt. In der Schlussminute hält Robert Hatch einen Elfmeter der Deutschen.
Die französischen Zuschauer stimmen daraufhin die Marseillaise an und stürmen das Spielfeld. In dem so entstandenen Chaos gelingt den alliierten Spielern die Flucht.

## Kritik
„Actionfilm, der die Zeitgeschichte nur als Staffage benutzt. Ohne rechte Spannung und nur in einigen Sequenzen interessant.“

Victory, like John Sturges’ The Great Escape and a number of jolly, post-World War II English films, is not meant to be taken too seriously. It sees P.O.W. life as not much different from life in a rather severe boarding school for adult males.

„Flucht oder Sieg soll wie John Sturges’ Gesprengte Ketten und eine Reihe fröhlicher englischer Nachkriegsfilme nicht zu ernst genommen werden. Er sieht das Leben der Kriegsgefangenen als nicht so viel anders an als das Leben in einem strengen Internat für erwachsene Männer.“

## Hintergrund
Eine Reihe von Fußballprofis waren in diesem Film auch auf dem Platz zu sehen u. a. Pelé, Bobby Moore, Osvaldo Ardiles, Mike Summerbee, John Wark, Kazimierz Deyna, Hallvar Thoresen, Co Prins und Paul van Himst. Zu den Darstellern der Wehrmachtself gehörten Profispieler des britischen Vereins Ipswich Town; der englische Nationalspieler Kevin Beattie vom selben Verein war in den Spielszenen das Double von Michael Caine.
Huston nutzte als Vorlage den Film Zwei Halbzeiten in der Hölle (Két félidö a pokolban) des ungarischen Regisseurs Zoltán Fábri, der 1962 auf dem Boston Cinema Festival ausgezeichnet worden war.
Das Spiel wird, wie man im Film erfährt, im Stade de Colombes ausgetragen. Gedreht wurde aber nicht in diesem Stadion, sondern im Hidegkuti-Nándor-Stadion in Budapest.